# Dean Foods
Dean Foods là một công ty thực phẩm và đồ uống của Mỹ và là công ty sữa lớn nhất ở Hoa Kỳ. Có trụ sở tại Dallas, Texas, công ty này duy trì các nhà máy và nhà phân phối tại Hoa Kỳ. Dean Foods có 66 cơ sở sản xuất tại 32 tiểu bang của Hoa Kỳ và phân phối sản phẩm của mình trên tất cả 50 tiểu bang. 58 thương hiệu của công ty bao gồm DairyPure, TruMoo, Friendly's, Mayfield, Dean's, Meadow Gold, Tuscan và Alta Dena. Vào tháng 11 năm 2019, công ty đã nộp đơn xin phá sản theo Chương 11 của luật này.

## Lịch sử
Dean Foods được thành lập bởi Samuel E. Dean, Sr., người sở hữu một cơ sở chế biến sữa bốc hơi ở Franklin Park, Illinois, vào những năm 1920. Sau khi mua các nhà máy sữa khác ở Illinois, Dean đã phát triển doanh nghiệp "từ một công ty sữa nhỏ trong khu vực thành một công ty thực phẩm đa dạng".

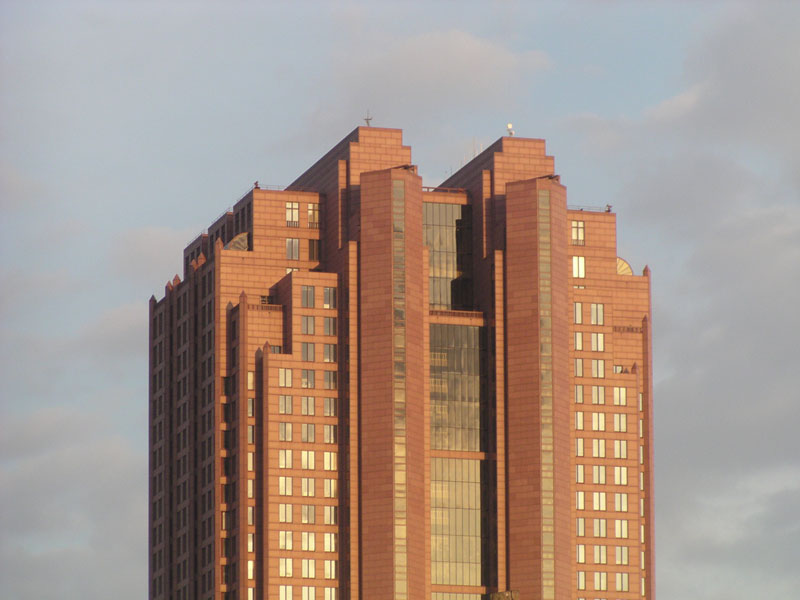
Trụ sở chính của Dean Foods trong Tháp tại Cityplace ở Dallas

Vào tháng 12 năm 2001, thương hiệu di sản của Thực phẩm Dean đã được mua lại bởi Tập đoàn Suiza Foods có trụ sở tại Dallas, người sau đó đã đặt tên công ty thành Dean Foods. Là một phần của việc sáp nhập, 11 nhà máy đã được thoái vốn dưới tên gọi National Diary cho một nhóm do Dairy Farmers of America lãnh đạo. Vào năm 2005, Thực phẩm đặc biệt của Dean đã được tách ra từ Thực phẩm của Dean là Bay Valley Food, LLC, một bộ phận của TreeHouse Foods, Inc. Vào tháng 6 năm 2005, TreeHouse Foods bắt đầu giao dịch trên thị trường chứng khoán New York với mã là THS.